# Palpicrassus paulistanus
Palpicrassus paulistanus là một loài bọ cánh cứng trong họ Cerambycidae.